# Bełcze (Sądów)
Bełcze – przysiółek wsi Sądów w Polsce, położony w województwie lubuskim, w powiecie słubickim, w gminie Cybinka.
Przysiółek położony jest nad rzeką Pliszką, będącą prawobrzeżnym dopływem Odry. Tereny na których leży przysiółek, należą do „Doliny Pliszki”, specjalnego obszaru ochrony siedlisk programu Natura 2000. W granicach przysiółka zlokalizowany jest również obszar chronionego krajobrazu „Puszcza nad Pliszką”, który chroni ekosystem nad rzeką.
W latach 1975–1998 przysiółek należał administracyjnie do województwa zielonogórskiego.